# Eugène Minkowski
Eugeniusz Minkowski, Eugène Minkowski (ur. 17 kwietnia 1885 w Petersburgu, zm. 17 listopada 1972 w Paryżu) – polsko-francuski lekarz psychiatra.

## Życiorys
Jeden z czterech synów Augusta Minkowskiego, warszawskiego bankiera, i Tekli Lichtenbaum. W 1903 roku ukończył V Gimnazjum w Warszawie. Rozpoczął studia medyczne na Cesarskim Uniwersytecie Warszawskim, ale z powodu antysemickich carskich represji, zmuszony był ukończyć je na Uniwersytecie w Monachium. Tam w 1909 roku otrzymał tytuł doktora medycyny. Praktykował w Kazaniu, potem w zachodniej Europie. Współpracował w swojej karierze m.in. z Henrim Ey, Eugenem Bleulerem i Ludwigiem Binswangerem. Ożenił się z psychiatrą Franciszką (Françoise) Brokman, poznaną w Kazaniu; ich synem był Alexandre Minkowski, pediatra, a wnukiem Marc Minkowski, dyrygent. Jego braćmi byli Mieczysław (1884–1972), Anatol (1892–1939) i Paweł (1888–1947).

## Wybrane prace
- La notion de perte de contact avec la réalité et ses applications en psychopathologie 1926
- La schizophrénie Paris: Payot 1927
- Le Temps vécu. Études phénoménologiques et psychopathologiques (1933)
- Vers une cosmologie (1936)
- Traité de psychopathologie. Paris: Le Plessis-Robinson, 1966